# 何振良
何振良（1967年11月—），男，中华人民共和国外交官，曾任中华人民共和国驻福冈总领事和中华人民共和国驻大阪总领事。

## 生平
1996年起，先后在驻日本大使馆、外交部亚洲司任职。2003年，任外交部处理日本遗弃在华化学武器问题办公室副主任，后升任亚洲司参赞兼外交部处理日本遗弃在华化学武器问题办公室主任。2015年，任驻日本大使馆公使衔参赞。2016年7月，出任中华人民共和国驻福冈总领事。2020年2月，出任中华人民共和国驻大阪总领事。同年12月，回国后未再返任。